# سلطنة سوراكارتا
سلطنة سوراكارتا هي سلطنة إسلامية ظهرت عام 1745 في جاوة الوسطى، إندونيسيا. إنضمت إلى أندونيسيا في 16 يونيو 1946م .

## قائمة حكام سلطنة سوراكارتا
- باكو بونو II, 1727 — 1749 (Kartasura and Surakarta)
- باكو بونو III, 1749 — 1788
- باكو بونو IV, 1788 — 1820
- باكو بونو V, 1820 — 1823
- باكو بونو VI, 1823 — 1830, (Pangeran Bangun Tapa)
- باكو بونو VII, 1830 — 1858
- باكو بونو VIII, 1859 — 1861
- باكو بونو IX, 1861 — 1893
- باكو بونو X, 1893 — 1939
- باكو بونو XI, 1939 — 1944
- باكو بونو XII, 1944 — 2004
- باكو بونو XIII 2005 — للوقت الحاضر

.